# Hits 20
Hits 20는 SBS V-Radio와 SBS 러브FM에서 방송되는 히트 가요 전문 논스톱 BGM 라디오 프로그램이며, 생방송은 매일 낮 1시부터 오후 2시까지, SBS 러브FM 본방송은 매일 새벽 4시부터 새벽 4시 55분까지이다.

## 역사
2016년 4월 11일에 SBS V-Radio가 논스톱 음악 전문 채널로 탈바꿈하면서 첫방송을 시작했으며, 방송 초기부터 1시간 분량으로 방송했으나, 2017년 3월 20일부터 2023년 12월 1일까지 2시간 분량으로 방송하다가, 2023년 12월 2일부터 다시 1시간 분량으로 방송함과 동시에 SBS 러브FM 본방송도 추가되었다.

## 역대 방송시간
| 방송 채널              | 방송 기간                          | 방송 시간                                                                         |
| ---------------------- | ---------------------------------- | --------------------------------------------------------------------------------- |
| SBS V-Radio            | 2016년 4월 11일 ~ 2017년 3월 19일  | 매일 오전 11:00 ~ 낮 12:00 (생방송), 매일 아침 6:00 ~ 아침 7:00 (재방송)          |
| SBS V-Radio            | 2017년 3월 20일 ~ 2023년 11월 30일 | 매일 낮 12:00 ~ 오후 2:00                                                         |
| SBS V-Radio SBS 러브FM | 2023년 12월 1일 ~ 현재             | 매일 낮 1:00 ~ 오후 2:00 (DMB 생방송), 매일 새벽 4:00 ~ 새벽 4:55 (러브FM 본방송) |